# Diores cognatus
Diores cognatus är en spindelart som beskrevs av O. Pickard-Cambridge 1904. Diores cognatus ingår i släktet Diores och familjen Zodariidae. Inga underarter finns listade i Catalogue of Life.